# Phuentshogling
Phuentshogling – gewog w dystrykcie Czʽukʽa, w Bhutanie. Według danych z 2017 roku liczył 5786 mieszkańców.